# Clericalisme
Clericalisme és una posició ideològica que propaga la intromissió del clericat, principalment catòlic en els afers polítics, l'ensenyament, la recerca científica i en l'esfera privada (matrimoni, sexualitat…) de tots els ciutadans, també per qui no pertany a la fe. La paraula té una certa connotació pejorativa.

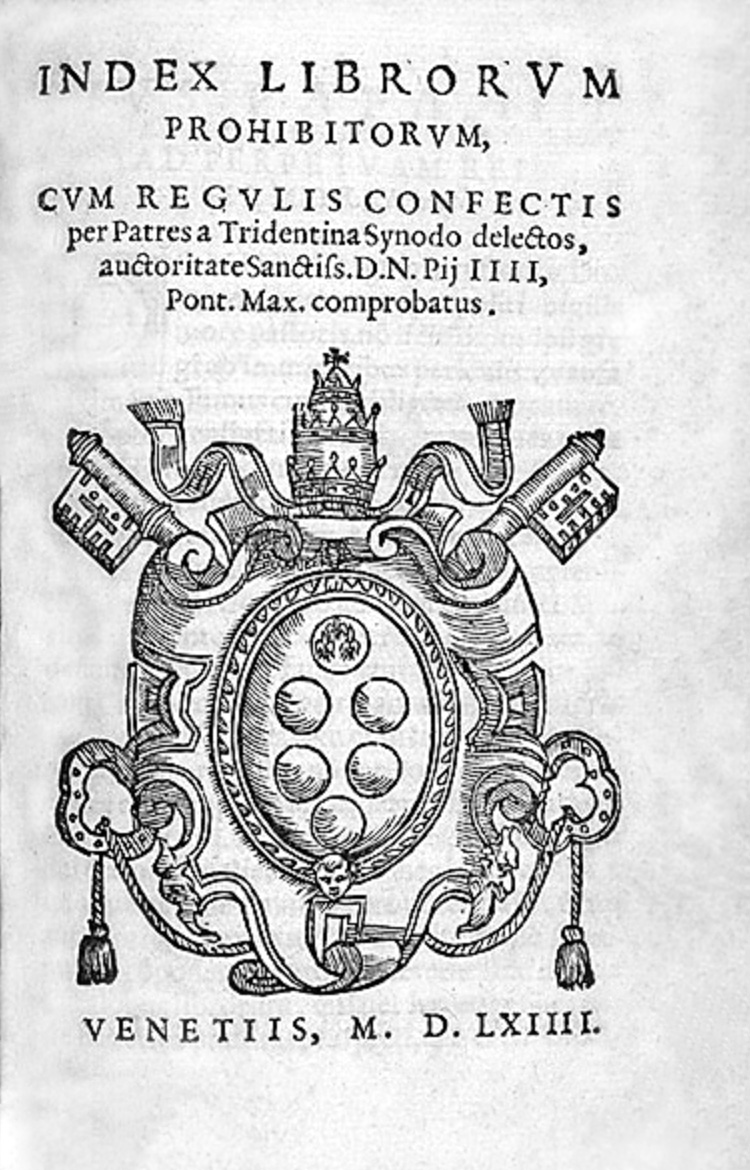
L'índex dels llibres prohibits del 1564

A l'Europa occidental fins a la revolució francesa l'absència de separació entre l'Església i l'Estat era de costum, i els sobirans s'ingerien amb tant d'entusiasme en les afers de l'església com l'església imposava les seves opcions polítiques i morals. La crítica contra aquesta connexió estreta va començar durant la renaixement i la il·lustració i amplificar-se amb el protestantisme que preconitzava el lliure examen, sense autoritat jerarquíca entre el creient i déu.
El moviment clericalista troba el seu origen al segle xix quan els Estats Pontificis van ser unificats a Itàlia i quan Pius IX va reactuar amb el Syllabus Errorum el 1861, al qual condemna totes les idees filosòfiques i polítiques que refusen la preeminència del Vaticà i de la cúria romana. A Espanya, sota Isabel II i a Itàlia la reacció clericalista va ser forta. El Concordat del 1953 de Francisco Franco va restaurar el monopoli moral i pedagògic de l'església nacionalcatòlica. En altres estats com Bèlgica i França, la influència de Roma va ser més informal, per la mediació de partits més o menys catòlics. Als països protestants va ser quasi inexistent, tot i que les autoritats religioses van assajar de pesar sobre les decisions, però amb menys d'èxit.
Avui, hom veu un retorn del clericalisme, com per exemple a Polònia, Rússia (la col·laboració intensa entre Vladímir Putin i l'Església Ortodoxa Russa) o a França, on les tres religions monoteistes van congregar per a oposar-se junts contra l'obertura del matrimoni a tothom. Fins i tot a Catalunya, com diu Jaume Reixach: «Davant la crisi […], les directrius de Roma postulen un retorn a la vella cristiandat. Més pregària, més celibat, més clericalisme, més centralisme romà i més intransigència. o «Seria pecar d'ingenuïtat pensar que el jerarquisme, el clericalisme i el masclisme eclesiàstics quedaren superats. Malauradament no és així.»

## Conceptes parents
- separació entre l'Església i l'Estat
- nacionalcatolicisme
- ultramuntanisme
- anticlericalisme